# Janina Żubryd

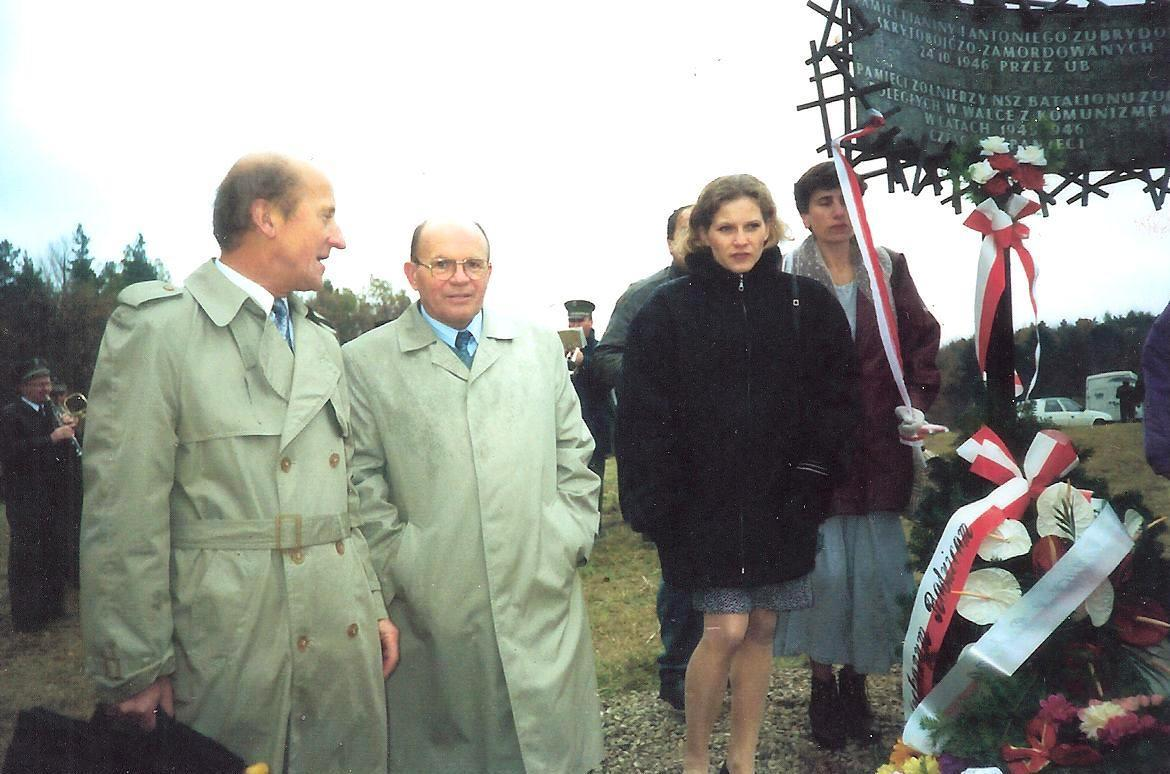
Odsłonięcie krzyża pamiątkowego w Malinówce koło Brzozowa w miejscu zamordowania Antoniego i Janiny Żubrydów. Od lewej: historyk Jerzy Tarnawski oraz Janusz Niemiec z córką Dagmarą (Malinówka, 24 października 1998)

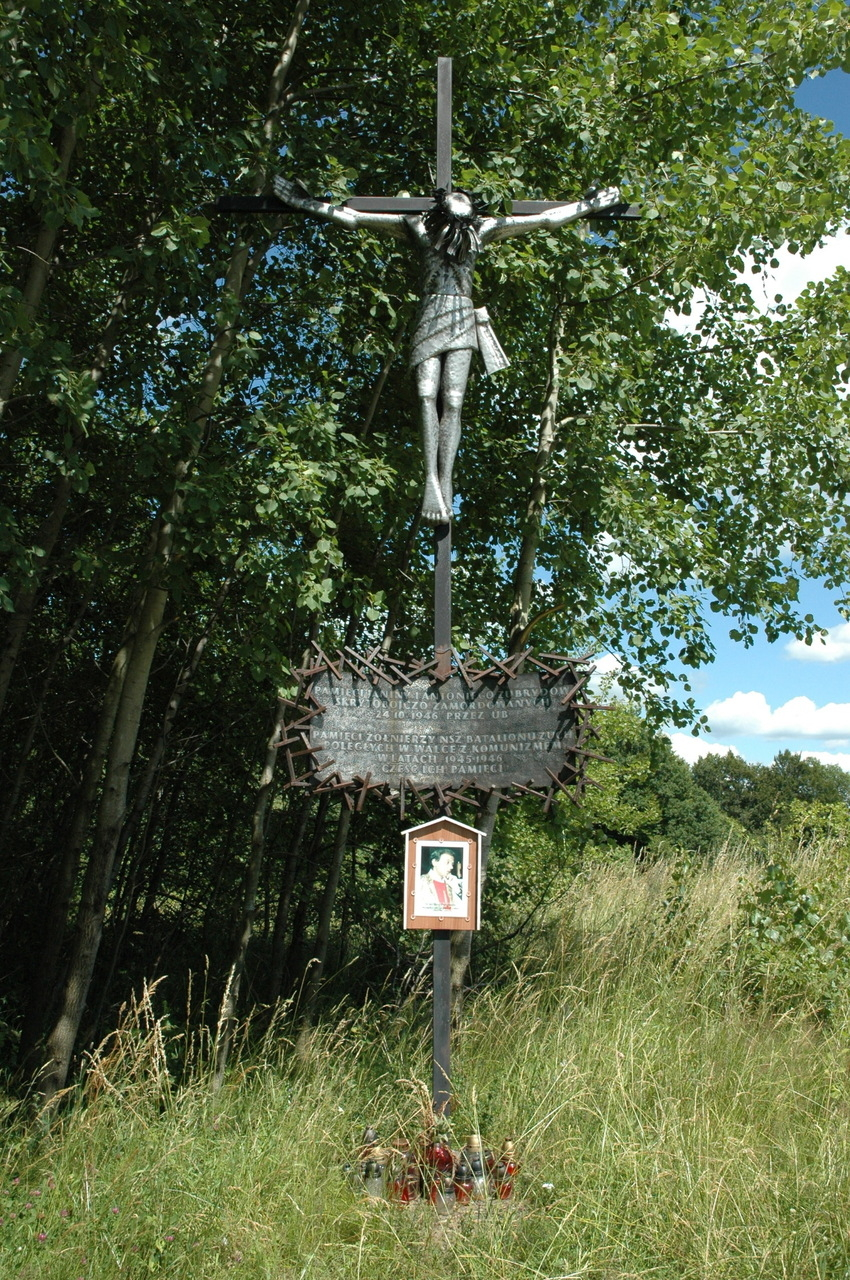
Krzyż pamiątkowy w Malinówce

Janina Kazimiera Żubryd, z domu Praczyńska (ur. 20 lutego 1921 w Sanoku. zm. 24 października 1946 w Malinówce) – żołnierz partyzantki antykomunistycznej, żona Antoniego Żubryda, matka Janusza.

## Życiorys
Urodziła się jako Janina Kazimiera Praczyńska 20 lutego 1921 w Sanoku jako córka Jana (1888-1938, inżynier leśnik, urzędnik fabryki wagonów w Sanoku) i Stanisławy z domu Sieczkowskiej (1896–1975). Miała cztery siostry: Stefanię (1913–1997, po mężu Niemiec), bliźniaczki Jadwigę (1923–1998) i Marię (1923–1943) i Krystynę (1925–2006).
W okresie okupacji niemieckiej zatrudniona w nadleśnictwie w Sanoku. W dniu 28 października 1940 w parafii Przemienienia Pańskiego w Sanoku wzięła ślub z Antonim Żubrydem. W tym okresie pracująca w tartaku Janina miała wspomagać Antoniego Żubryda w jego współpracy informatora NKWD, jako że miała dysponować wiedzą na temat transportu materiałów drewnianych do budowanych przez Niemców umocnień w obrębie rzeki San.
22 października 1941 urodził im się syn Janusz. Po ataku Niemiec na ZSRR z 22 czerwca 1941 Antoni i Janina Żubrydowie zostali aresztowani przez Niemców 5 listopada 1941. 6 września 1943 Sąd Specjalny (Sondergericht) w Krakowie skazał Żubryda na karę śmierci za zdradę tajemnic państwowych (identyczną karę otrzymał Kazimierz Staruch, Janina Żubryd otrzymała karę dożywocia, a inne osoby mniejsze kary pozbawienia wolności). Po rozpoczęciu przez Żubryda działalności antykomunistycznej aresztowana przez UB. Po zwolnieniu z aresztu stale przebywała w Samodzielnym Batalionie Operacyjnym NSZ „Zuch” u boku swojego męża.
Po tym jak Antoni Żubryd 8 czerwca 1945 samowolnie opuścił miejsce pracy w budynku siedziby Powiatowego Urzędu Bezpieczeństwa Publicznego w Sanoku, a jednocześnie oddalił się ze zwolnionymi przez siebie aresztantami, następnego dnia funkcjonariusze UB aresztowali w sanockiej kamienicy przy ulicy Jana III Sobieskiego jego teściową (matkę Janiny) Stanisławę Praczyńską i czteroletniego syna Żubrydów, Janusza. W późniejszym czasie partyzanci Żubryda wzięli do niewoli załogę posterunku MO w Haczowie i zagrozili rozstrzelaniem milicjantów, jeśli syn i teściowa Żubryda nie zostaną zwolnieni. Oboje zatrzymani odzyskali wolność.
Autorzy krytycznej analizy działalności Antoniego Żubryda podali, że Janina Żubryd świetnie władała bronią, wielokrotnie była inspiratorką podejmowanych akcji, niekiedy brawurowych i ryzykanckich.
W okresie zimy 1945/1946 działalność oddziału „Zuch” została rozwiązana (wówczas Antoni i Janina Żubrydowie przebywali w Bytomiu, m.in. w mieszkaniu przebywającego tam oficera ZWZ-AK, Mieczysława Granatowskiego).

## Okoliczności śmierci
O zmierzchu 24 października 1946 Żubrydowie przybyli do Malinówki. Był wraz z nimi towarzysz broni Jerzy Vaulin vel Mar. Vaulin, były żołnierz AK, znany z brawurowych akcji podczas walk z Niemcami. (Vaulin kilka miesięcy wcześniej został zwerbowany przez UB jako tajny współpracownik ps. „Mewa” i wysłany do oddziału Żubryda). Żubryd pozostawił małżonkę i wraz z Vaulinem poszedł sprawdzić dalszą trasę przemarszu. Kiedy obaj weszli do lasu, Vaulin wyjął z kabury swojego browninga – kal. 7,65 mm i strzałem w tył głowy zabił Antoniego Żubryda. Chwilę potem podstępem zwabił w to samo miejsce będącą w ósmym miesiącu ciąży Janinę Żubryd. Ją również zastrzelił na miejscu. Gajowy z Malinówki o nazwisku Gerlach, który przebywał z Żubrydami przed ich śmiercią, odkrył ich ciała i przewiózł w okolice miejscowego sklepu. Następnego dnia funkcjonariusze UB zabrali ciała małżeństwa Żubrydów i przewieźli do więzienia na zamku w Rzeszowie. Osadzony tam od kwietnia 1946 roku syn Janusz został na początku listopada 1946 zwolniony. Szczątki Antoniego i Janiny Żubrydów nie zostały odnalezione.
Mocodawcą Vaulina i wydającym mu polecenia był oficer UB Władysław Pożoga, który po latach przedstawiał mord na małżeństwie jako swój sukces operacyjny.

## Postępowania prawne i śledztwa
28 czerwca 1994 Sąd Wojewódzki w Rzeszowie unieważnił postanowienia Wojskowej Prokuratury Rejonowej z 12 grudnia 1946 roku dotyczące umorzenia postępowania wobec śmierci Antoniego Żubryda. W prowadzonym śledztwie Jerzy Vaulin przyznał się do zamordowania Antoniego i Janiny Żubrydów.
Pod koniec lat 90. eksperci kryminalistyki na podstawie zdjęć zwłok Antoniego i Janiny Żubrydów ustalili, że zostali zastrzeleni znienacka i z kierunku od tyłu.
W prowadzonym śledztwie Jerzy Vaulin przyznał się do zamordowania Antoniego i Janiny Żubrydów, podając swoją wersję wydarzeń. Po trwającym trzy lata od 1999 procesie Sąd Okręgowy w Krośnie umorzył postępowanie przeciwko Jerzemu Vaulinowi o zabójstwo małżeństwa Żubrydów z powodu przedawnienia.
W 2012 pion śledczy Instytutu Pamięci Narodowej zajął się umorzeniem sprawy mordu na majorze Narodowych Sił Zbrojnych Antonim Żubrydzie i jego żonie. Sprawa ta jest powiązana z procesem innego ubeka Jerzego R., oskarżonego o zamordowanie byłego żołnierza AK Władysława Urbanka w Odrzykoniu w 1946 r. Według reprezentującego krewnych Urbanka mec. Rajakowskiego to m.in. zeznania R. przyczyniły się do uwolnienia kilka lat temu Jerzego Vaulina od zarzutu zamordowania w 1946 r. małżeństwa Żubrydów. R. potwierdził bowiem zeznania Vaulina, według których ten zgłosił się do UB już po zabiciu Żubryda, tłumacząc, że uczynił to w samoobronie, bo Żubryd – podejrzewając, że jego ludzie są infiltrowani przez UB – miał zacząć ich likwidować.
Jerzy Vaulin do ostatnich miesięcy życia utrzymywał swoją wersję zabójstwa Antoniego i Janiny Żubrydów.

## Rodzina
28 października 1940 Janina Praczyńska poślubiła Antoniego Żubryda w parafii Przemienienia Pańskiego w Sanoku. Ich syn Janusz (urodzony 22 października 1941) był dwukrotnie aresztowany, wraz z babką Praczyńską, w związku z działalnością zbrojną ojca, po raz drugi w kwietniu 1946. Krótko po śmierci małżeństwa, po łącznie przeszło sześciu miesiącach przymusowego przetrzymywania w więzieniu na zamku w Rzeszowie został zwolniony na początku listopada 1946. Z dokumentów ujawnionych po latach wynika, że jako niespełna 5-letnie dziecko został aresztowany „za współdziałanie z bandą Żubryda” (w związku z tym później otrzymał status kombatanta, zaś przez historyków został określony mianem „najmłodszego więźnia politycznego PRL”). Następnie wychowywała go siostra Janiny Żubryd, Stefania, która później adoptowała dziecko i nadała mu nazwisko po mężu, Niemiec. W najnowszych czasach Janusz Żubryd jest częstym gościem spotkań i prelekcji organizowanych przez oddziały terenowe Instytutu Pamięci Narodowej oraz jednym z inicjatorów upamiętnienia żołnierzy Samodzielnego Batalionu Operacyjnego NSZ „Zuch”.

## Upamiętnienie
- 24 października 1998 roku odbyła się uroczystość odsłonięcia krzyża pamiątkowego w miejscu mordu Janiny i Antoniego Żubryda w pobliżu wsi Malinówka[22][23]. Symboliczny nagrobek Antoniego i Janiny Żubrydów został ustanowiony w Malinówce w domniemanym miejscu ich zabójstwa[24][25] (fundatorem był Henryk Kozik, przewodniczący Rady Powiatu Brzozowskiego[26]).
- W dniach 1–3 października 2010 roku odbył się I Rajd Pieszy Szlakami Żołnierzy Wyklętych mjr Antoniego Żubryda „Zucha” zorganizowany przez Stowarzyszenie Pamięci SBO NSZ „Zuch oraz Gminę Korczyna[27].
- W dniach 14–16 października 2011 odbył się II Rajd Pieszy Szlakami Żołnierzy Wyklętych mjr Antoniego Żubryda „Zucha” połączony z uroczystym apelem poległych na sanockim rynku[28][29].
- W dniach 26–28 października 2012 roku odbył się III Rajd Pieszy Szlakami Żołnierzy Wyklętych mjra Antoniego Żubryda „Zucha”. Głównym elementem programu było odsłonięcie płyty nagrobnej w miejscu mordu małżeństwa Żubrydów[30]. Patronat nad Rajdem objęli m.in. Janusz Niemiec – syn mjr. Żubryda „Zucha”, Zbigniew Kuraś – syn mjr. Józefa Kurasia „Ognia”, Starostwo Powiatowe w Brzozowie, Zuzanna Kurtyka – prezes Stowarzyszenia Katyń 2010, ppłk Kazimierz Paulo „Skała” – dowódca kompanii zgrupowania „Ognia”[31].
- W dniach 27–29 września 2013 roku Związek Strzelecki Rzeczypospolitej zorganizował IV Pieszy Rajd Szlakami Żołnierzy Wyklętych Samodzielnego Batalionu Operacyjnego Narodowych Sił Zbrojnych mjra Antoniego Żubryda. Rajd przeszedł trasą Sanok – Grabówka – Brzozów – Malinówka[32]. Został zakończony w kościele Przemienienia Pańskiego w Brzozowie, a w jego trakcie odznaczeniami 70-lecia NSZ przyznanymi przez Związek Żołnierzy Narodowych Sił Zbrojnych zostali wyróżnieni syn Janusz Niemiec – syn mjr. Żubryda „Zucha” oraz historycy Jerzy Tarnawski i Andrzej Romaniak[33].
- W dniach 22-23 października 2016 w Sanoku i w Malinówce odbyły się uroczystości upamiętniające 70. rocznicę śmierci Antoniego Janina Żubrydów (w pierwszym dniu obchodów 70. urodziny obchodził syn małżeństwa, Janusz Niemiec)[34][35][36].

## Filmografia
- List do syna (1999)[37] (reżyseria: Iwona Bartólewska, film dokumentalny, 1999). Fabuła produkcji bazowała na liście, który przekazał Jerzy Vaulin Januszowi Niemcowi[38]. Wyświetlenie filmu w Telewizji Polskiej zostało zablokowane przez Jerzego Vaulina, który napisał list do TVP, twierdząc, że film jest obarczony wadą prawną, polegającą na tym, że reżyserka nie zapłaciła mu honorarium autorskiego za wykorzystany w filmie „utwór literacki”, za jaki Vaulin uznał swój list do syna zamordowanych Żubrydów[39][40].